# Полуй
Полу́й (Пулуй) — река в Ямало-Ненецком автономном округе Российской Федерации, правый приток Оби.

## Этимология
В документе XVII века встречается вариант Пулуй. Одно из названий местных жителей хант. Пулъёхан, где ёхан (еган, ехан) — «река», а элемент пул ханты объяснить не могут.

## Описание

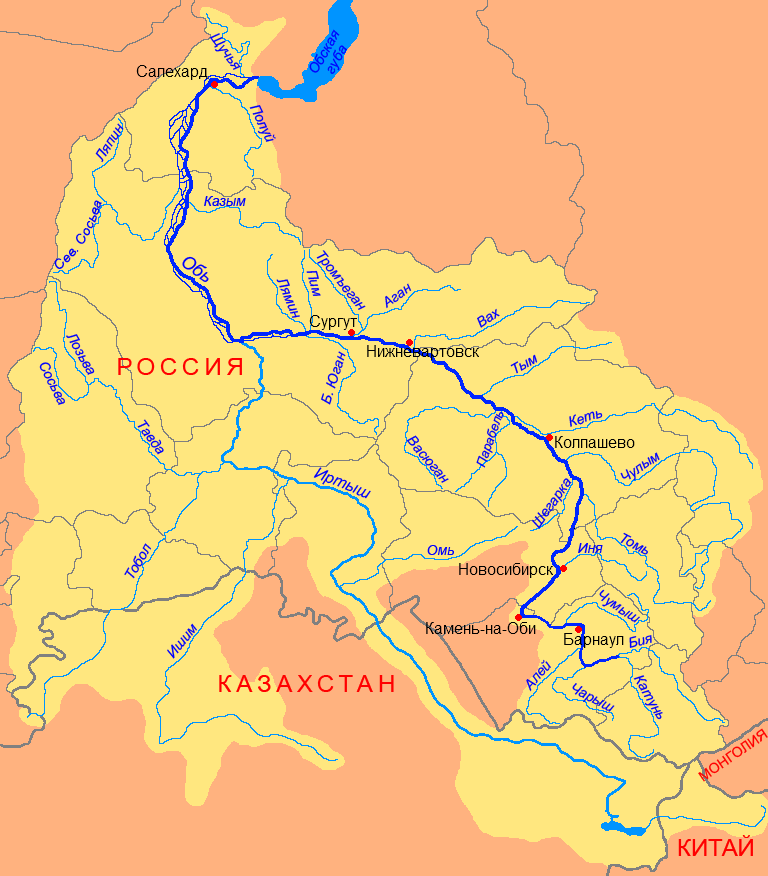
Бассейн Оби

Длина реки — 369 км (с рекой Глубокий Полуй — 635 км), площадь водосборного бассейна — 21000 км². Образуется слиянием рек Глубокий Полуй и Сухой Полуй. Высота истока — 21 м над уровнем моря. Течёт по северо-западной части Западно-Сибирской равнины; в низовьях протекает через озеро Большой Полуйский Сор. Впадает в Обь у города Салехарда. Высота устья — 2,5 м над уровнем моря. 
Питание снеговое и дождевое. Течение небыстрое, русло извилистое. Среднегодовой расход воды — в устье 170 м³/с. Весной Полуй сильно разливается. Замерзает в октябре, вскрывается в мае. 
Основные притоки — Большой Епседей (102 км), Някхоба (103 км), Танопча (73 км), Хадыяха (130 км) и Сармикъяха (110 км). 
Древнее святилище Усть-Полуй обнаруженное в 1932 году на реке Полуй, дало название усть-полуйской археологической культуре.